# Bolsjoj Kamen
Bolsjoj Kamen (Russisch: Большой Камень) is een gesloten stad in het zuiden van de kraj Primorje in Rusland. Het is aan de Oessoeribaai gelegen. De gemiddelde temperatuur bedraagt −14 °C in januari en +24 °C in juli. Er valt gemiddeld 900 mm neerslag. Er wonen 38.394 mensen in de stad (2002).
De stad is verbonden met Vladivostok via de weg (113 km), het spoor en per schip (40 km).
Bolsjoj Kamen wordt letterlijk vertaald als "Grote Steen". Daarom heeft de stad de bijnaam "Bigston" (Бигстон) onder een deel van de lokale bevolking.

## Geschiedenis

### Beginfase
De stad heeft haar oorsprong in een besluit van de Minister van Scheepvaartindustrie van de Sovjet-Unie op 9 juli 1946, dat de baai waar de stad nu is gelegen aanwees als de locatie voor een fabriek voor de reparatie van schepen van de Russische Pacifische Vloot (TOF). Nadat dit besluit was bevestigd door het uitvoerend comité van de Raad van Afgevaardigden van de kraj Primorje, werd een expeditie naar het gebied opgezet om de locatie van de toekomstige stad en reparatieinstallaties te onderzoeken. Aan deze expeditie, die een heel jaar duurde, namen meer dan 180 mensen deel. In juni 1947 kwamen de eerste bouwvakkers naar de baai om er een aantal barakken neer te zetten voor de huisvesting van Japanse krijgsgevangenen. Dit wordt gezien als het moment waarop de geschiedenis van de stad begon. Ruim 5000 Japanse krijgsgevangenen moesten daarop de grondvestingswerkzaamheden voor de stad uitvoeren. Deze omvatten het uithakken van steen uit een groeve, het aanleggen van een weg van de groeve naar de toekomstige stad en de bouw van enkele tijdelijke onderkomens. Vanaf 1948 werden uit verschillende delen van het land bouwvakkers aangetrokken om te stad op te gaan bouwen.

### Bouw en groei
De haven waar de schepen aan moesten meren bleek echter veel te ondiep; zelfs kleine schepen konden er niet varen. Besloten werd daarop om een kunstmatige haven te bouwen in de zee en tegelijkertijd de haven uit te diepen. Hiervoor werd de grote steen ('Bolsjoj Kamen'), die de baai vele eeuwen had gekenmerkt, opgeblazen. In 1950 had de plaats reeds 3.500 inwoners. Vanuit alle delen van de Sovjet-Unie kwamen mensen die de plaats kregen toegewezen of over een Komsomolpas bezaten (en de beste huizen kregen). In de jaren 50 meer tijdelijke huizen gebouwd en ook een elektriciteitscentrale en andere voorzieningen. Ook kreeg de plaats toen stroomvoorzieningen, waterleidingen en een spoorlijn van de Soechodolbaai naar het terrein van de reparatiefabriek. Begin jaren 50 werden ook de eerste stenen gebouwen gebouwd. In 1954 werd de scheepsreparatiefabriek Zvezda ("ster") geopend, waar ook schepen worden gebouwd. In 1956 kreeg de plaats de status van nederzetting met stedelijk karakter en in 1964 werd Bolsjoj Kamen het bestuurlijk centrum van het district Sjkotovski.
In de jaren zestig en 70 groeide Bolsjoj Kamen verder uit en ontstonden de eerste flats en huizenblokken. Vooral begin jaren 70 maakte de plaats een grote groeispurt door. Er ontstonden veel flats van 5 of 9 verdiepingen, scholen, een technische school, eencultuurpaleis, sportvoorzieningen en er werd ook veel straatgroen aangeplant. Ook werd het specialistische bedrijf ERA voor de scheepsreparatieindustrie opgezet, waar elektromotoren en elektro-convectoren worden gefabriceerd. In de jaren 80 werd het aantal huizenblokken verder uitgebreid en werden een polikliniek en een winkelcentrum gebouwd. Op 31 augustus 1989 kreeg Bolsjoj Kamen de status van stad en op 27 oktober 1989 werd de stad onder jurisdictie van de kraj geplaatst. Vanaf dat moment werd de zvezjda-fabriek de belangrijkste plaats voor de reparatie van Sovjet-oorlogsschepen en atoomonderzeeboten.

### Na de Sovjet-periode
Daarop braken echter zware economische tijden aan door het uiteenvallen van de Sovjet-Unie en de perestrojka, waardoor plotseling financiering en staatsorders uitbleven en een groot deel van de fabrieken in zware financiële problemen kwamen. Midden jaren 90 zaten duizenden arbeiders maandenlang zonder loon en publieke voorzieningen konden niet langer betaald worden. Dit leidde tot grote stakingen midden jaren 90. Tussen 1989 en 2002 daalde mede hierdoor de bevolking met 41,5%; van 65.621 naar 38.394 personen.
In 1996 werd de stad vanwege de staatsveiligheid rond de defensiegerelateerde activiteiten tot gesloten stad verklaard. per decreet van de president van Rusland. Hierdoor kreeg de stad ook meer budgetgelden toegewezen, waardoor publieke voorzieningen weer goed konden functioneren. In januari 1997 kreeg de stad een stadsbestuur en werden de leden van de stadsdoema en een burgemeester gekozen door de bevolking.
In 2000 kreeg de zvezjda-fabriek een installatie voor de verwerking van licht radioactief afval en een aantal installaties waardoor de stad staatsorders kon ontvangen in het kader van het internationale programma SALT II (OSV-2). Hiervoor is ook een aantal sociaal-economische programma's in de stad opgezet, die lopen van 2005 tot 2015

## Economie
Er zijn verschillende locaties in Bolsjoj Kamen waar atoomonderzeeboten gerepareerd en gefabriceerd worden. De belangrijkste zijn de scheepswerven van de zverzjda- en vostok-fabrieken. Deze sector biedt ook de meeste mensen werk. Er zijn drie banken en zeven joint ventures die gespecialiseerd zijn in schepen, scheepvaart en zeevisserij.